# دیستینی چوکونیری
دیستینی چوکونیری (به انگلیسی: Destiny Chukunyere) (زاده ۲۹ اوت ۲۰۰۲) خواننده مالتی است.
او نماینده مالت در یوروویژن ۲۰۲۱ بود.